# Pfarrkirche Bad Erlach

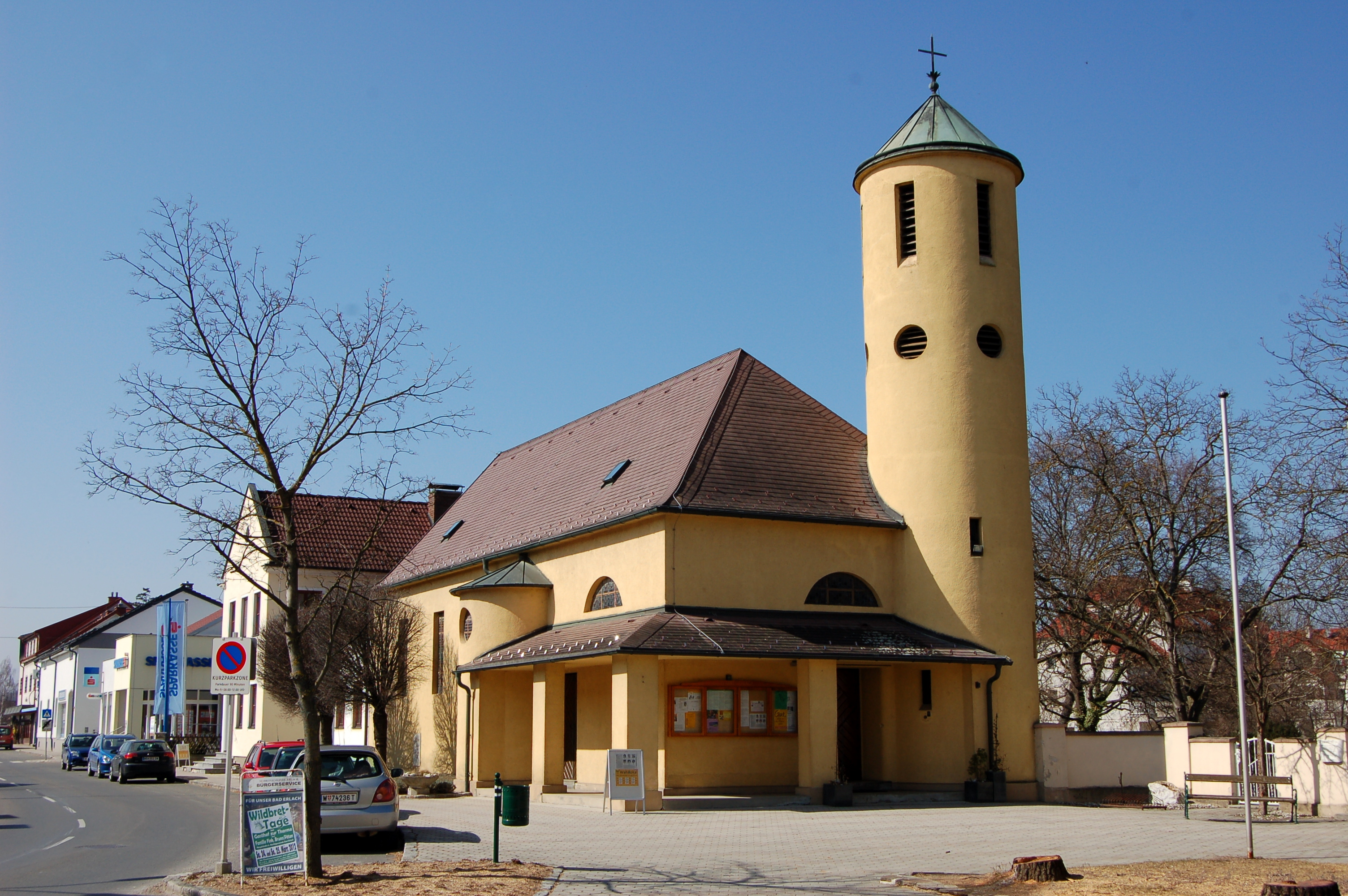
Kath. Pfarrkirche hl. Antonius in Bad Erlach

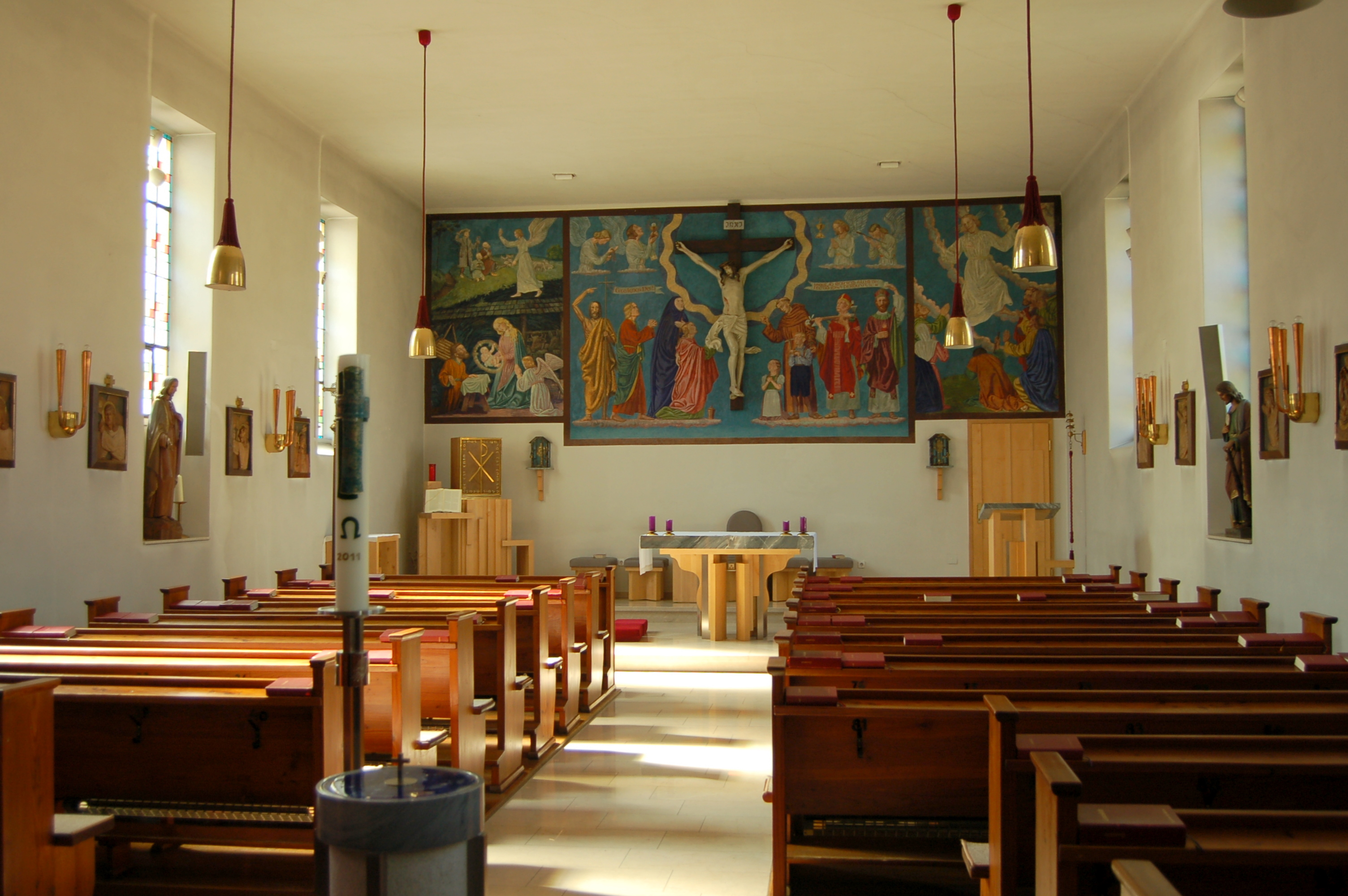
Vom Langhaus zur Altarwand

Die römisch-katholische Pfarrkirche Bad Erlach steht im Ort Bad Erlach in der Marktgemeinde Bad Erlach im Bezirk Wiener Neustadt-Land in Niederösterreich. Die dem heiligen Antonius geweihte Kirche – dem Stift Reichersberg inkorporiert – gehört zum Dekanat Lanzenkirchen im Vikariat Unter dem Wienerwald der Erzdiözese Wien. Das Kirchengebäude steht unter Denkmalschutz.

## Geschichte
Die Ortskapelle aus 1646 wurde 1924 abgetragen. Von 1929 bis 1933 bestand eine Notkirche. Die Kirche wurde 1933 in einer Biegung der Durchzugsstraße nach den Plänen des Architekten Karl Holey erbaut. Die Kirche war anfangs eine Filiale von Pitten und wurde 1991 zur Pfarrkirche erhoben.

## Architektur
Der nach Westen orientierte schlichte Rechteckbau unter einem Walmdach hat im Nordosten einen vorgestellten Rundturm.
Der schlichte Kirchenbau mit Rechteck- und Lünettenfenstern hat an der Ostfassade und in der Südostecke überdachte Vorbauten auf Pfeilern. Der hohe Rundturm unter einem flachen Kegeldach weist rhythmisiert angeordnete Rund- und Rechteckfenster auf. An der Südseite nimmt eine als Konche ausgebildete Kapelle die runde Form des Turmes auf.
Der Saalraum mit einer Flachdecke ohne Chorausbildung schließt im Westen mit einer geraden Wand.

## Ausstattung
Über dem Altartisch ist ein Kruzifix aus dem 17. Jahrhundert angebracht. An der Altarwand sind Malereien, das Kruzifix mit einbeziehend, mit Verkündigung, Geburt, Kreuzigung mit Heiligen und Engeln, Auferstehung aus der Bauzeit zu sehen.
In der Südkapelle steht eine Kopie der Erlacher Madonna aus 1320/1330, das Original steht seit 1935 im Dommuseum Wien. Die Statuen der Heiligen Therese, Herz Jesu, Josef sowie ein geschnitzter Kreuzweg sind aus der Bauzeit.